# Huitième circonscription du Finistère
La huitième circonscription du Finistère est l'une des huit circonscriptions législatives françaises que compte le département du Finistère.

## La circonscription depuis 1958

### Description géographique
Depuis le découpage électoral de 1958, la première circonscription du Finistère est composée des cantons suivants :
- Canton d'Arzano
- Canton de Bannalec
- Canton de Concarneau
- Canton de Pont-Aven
- Canton de Quimperlé
- Canton de Rosporden
- Canton de Scaër.

Sa délimitation n'a été modifiée ni par le découpage électoral de la loi no 86-1197 du 24 novembre 1986, ni par le redécoupage des circonscriptions législatives françaises de 2010, induit par l'ordonnance no 2009-935 du 29 juillet 2009, ratifiée par le Parlement français le 21 janvier 2010.
D'après le recensement général de la population en 1999, réalisé par l'Institut national de la statistique et des études économiques (INSEE), la population totale de cette circonscription est estimée à 95 856 habitants,.

### Historique des députations
| Législature | Début de mandat | Fin de mandat  | Député            | Parti politique | Observations |
| ----------- | --------------- | -------------- | ----------------- | --------------- | --- |
| Ire         | 9 décembre 1958 | 9 octobre 1962 | Louis Orvoën      | MRP             | Mandat écourté à la suite d'une dissolution parlementaire décidée par Charles de Gaulle.                                                                                |
| IIe         | 6 décembre 1962 | 2 avril 1967   | Louis Orvoën      | MRP             | |
| IIIe        | 3 avril 1967    | 30 mai 1968    | Louis Orvoën      | PDM             | Mandat écourté à la suite d'une dissolution parlementaire décidée par Charles de Gaulle.                                                                                |
| IVe         | 11 juillet 1968 | 1er avril 1973 | Jean-Claude Petit | RI              | |
| Ve          | 2 avril 1973    | 2 avril 1978   | Louis Le Pensec   | PS              | |
| VIe         | 3 avril 1978    | 22 mai 1981    | Louis Le Pensec   | PS              | Mandat écourté à la suite d'une dissolution parlementaire décidée par François Mitterrand.                                                                              |
| VIIe        | 2 juillet 1981  | 1er avril 1986 | Louis Le Pensec   | PS              | Remplacé par Gilbert Le Bris du 24 juillet 1981 au 1er avril 1983 à la suite de sa nomination au gouvernement. Réélu le 8 mai 1983 à la suite d'une élection partielle. |
| VIIIe       | 2 avril 1986    | 14 mai 1988    | Aucun             | Aucun           | Proportionnelle par département, pas de député par circonscription. Mandat écourté à la suite d'une dissolution parlementaire décidée par François Mitterrand.          |
| IXe         | 23 juin 1988    | 1er avril 1993 | Louis Le Pensec   | PS              | Remplacé par Gilbert Le Bris à partir du 29 juillet 1988 à la suite de sa nomination au gouvernement.                                                                   |
| Xe          | 2 avril 1993    | 21 avril 1997  | Louis Le Pensec,  | PS,             | Mandat écourté à la suite d'une dissolution parlementaire décidée par Jacques Chirac.                                                                                   |
| XIe         | 12 juin 1997    | 18 juin 2002   | Louis Le Pensec   | PS              | Remplacé par Gilbert Le Bris à partir du 5 juillet 1997 à la suite de sa nomination au gouvernement.                                                                    |
| XIIe        | 19 juin 2002    | 19 juin 2007   | Gilbert Le Bris,  | PS,             | |
| XIIIe       | 20 juin 2007    | 19 juin 2012   | Gilbert Le Bris   | PS              | |
| XIVe        | 20 juin 2012    | 20 juin 2017   | Gilbert Le Bris   | PS              | |
| XVe         | 21 juin 2017    | 21 juin 2022   | Erwan Balanant    | MoDem           | |
| XVIe        | 22 juin 2022    | 9 juin 2024    | Erwan Balanant    | MoDem-Ensemble  | Mandat écourté à la suite d'une dissolution parlementaire décidée par Emmanuel Macron.                                                                                  |

### Historique des élections

#### Élections de 1958
| Candidat           | Candidat         | Parti          | Premier tour | Premier tour | Second tour | Second tour |  |
| Candidat           | Candidat         | Parti          | Voix         | %            | Voix        | %           |  |
| ------------------ | ---------------- | -------------- | ------------ | ------------ | ----------- | ----------- |  |
|                    | Louis Orvoën élu | MRP            | 12 883       | 28,46        | 23 274      | 51,51       |  |
|                    | Paul Le Gall     | PCF            | 10 395       | 22,97        | 13 950      | 30,88       |  |
|                    | Yves Chapel      | UNR            | 9 735        | 21,51        | 389         | 0,86        |  |
|                    | Charles Linement | SFIO           | 6 433        | 14,21        | Retrait     | Retrait     |  |
|                    | Alain Le Louédec | Modérés        | 5 815        | 12,85        | 7 568       | 16,75       |  |
|                    |                  |                |              |              |             |             |  |
| Inscrits           | Inscrits         | Inscrits       | 61 216       | 100,00       | 61 085      | 100,00      |  |
| Abstentions        | Abstentions      | Abstentions    | 15 318       | 25,02        | 15 259      | 24,98       |  |
| Votants            | Votants          | Votants        | 45 898       | 74,98        | 45 826      | 75,02       |  |
| Blancs et nuls     | Blancs et nuls   | Blancs et nuls | 637          | 1,39         | 645         | 1,41        |  |
| Exprimés           | Exprimés         | Exprimés       | 45 261       | 98,61        | 45 181      | 98,59       |  |
| Source : Data.gouv |                  |                |              |              |             |             |  |

Le suppléant de Louis Orvoën était Emmanuel Trocmé, directeur d'usine, Premier adjoint au maire de Concarneau.

#### Élections de 1962
| Candidat           | Candidat                   | Parti          | Premier tour | Premier tour | Second tour | Second tour |  |
| Candidat           | Candidat                   | Parti          | Voix         | %            | Voix        | %           |  |
| ------------------ | -------------------------- | -------------- | ------------ | ------------ | ----------- | ----------- |  |
|                    | Louis Orvoën sortant réélu | MRP            | 11 415       | 28,38        | 17 300      | 37,48       |  |
|                    | Paul Le Gall               | PCF            | 10 110       | 25,14        | 15 726      | 34,07       |  |
|                    | Michel Le Glouannec        | UNR-UDT        | 9 609        | 23,89        | 8 642       | 18,72       |  |
|                    | Jean Charter               | Radcent        | 8 414        | 20,92        | 4 488       | 9,72        |  |
|                    | Gérard Toublanc            | Divers         | 674          | 1,68         |             |             |  |
|                    |                            |                |              |              |             |             |  |
| Inscrits           | Inscrits                   | Inscrits       | 60 918       | 100,00       | 69 909      | 100,00      |  |
| Abstentions        | Abstentions                | Abstentions    | 20 153       | 33,08        | 23 466      | 33,57       |  |
| Votants            | Votants                    | Votants        | 40 765       | 66,92        | 46 443      | 66,43       |  |
| Blancs et nuls     | Blancs et nuls             | Blancs et nuls | 543          | 1,33         | 287         | 0,62        |  |
| Exprimés           | Exprimés                   | Exprimés       | 40 222       | 98,67        | 46 156      | 99,38       |  |
| Source : Data.gouv |                            |                |              |              |             |             |  |

Le suppléant de Louis Orvoën était Emmanuel Trocmé.

#### Élections de 1967
| Candidat           | Candidat                   | Parti          | Premier tour | Premier tour | Second tour | Second tour |  |
| Candidat           | Candidat                   | Parti          | Voix         | %            | Voix        | %           |  |
| ------------------ | -------------------------- | -------------- | ------------ | ------------ | ----------- | ----------- |  |
|                    | Louis Orvoën sortant réélu | CD (PDM)       | 15 413       | 31,92        | 25 548      | 55,29       |  |
|                    | Paul Le Gall               | PCF            | 13 486       | 27,93        | 20 659      | 44,71       |  |
|                    | Gilbert Guyon              | UD-Ve          | 10 030       | 20,77        | Retrait     | Retrait     |  |
|                    | Pierre Boëdec              | FGDS (SFIO)    | 9 363        | 19,39        | Retrait     | Retrait     |  |
|                    |                            |                |              |              |             |             |  |
| Inscrits           | Inscrits                   | Inscrits       | 60 315       | 100,00       | 60 298      | 100,00      |  |
| Abstentions        | Abstentions                | Abstentions    | 11 495       | 19,06        | 13 174      | 21,85       |  |
| Votants            | Votants                    | Votants        | 48 820       | 80,94        | 47 124      | 78,15       |  |
| Blancs et nuls     | Blancs et nuls             | Blancs et nuls | 528          | 1,08         | 917         | 1,95        |  |
| Exprimés           | Exprimés                   | Exprimés       | 48 292       | 98,92        | 46 207      | 98,05       |  |
| Source : Data.gouv |                            |                |              |              |             |             |  |

Le suppléant de Louis Orvoën était Emmanuel Trocmé.

#### Élections de 1968
| Candidat           | Candidat              | Parti          | Premier tour | Premier tour | Second tour | Second tour |  |
| Candidat           | Candidat              | Parti          | Voix         | %            | Voix        | %           |  |
| ------------------ | --------------------- | -------------- | ------------ | ------------ | ----------- | ----------- |  |
|                    | Jean-Claude Petit élu | RI (UDR)       | 15 862       | 32,38        | 28 499      | 60,58       |  |
|                    | Paul Le Gall          | PCF            | 12 079       | 24,65        | 18 540      | 39,41       |  |
|                    | Louis Orvoën sortant  | CD (PDM)       | 12 018       | 24,53        | Retrait     | Retrait     |  |
|                    | Pierre Boëdec         | FGDS (CIR)     | 7 526        | 15,36        | Retrait     | Retrait     |  |
|                    | Marcelle Caviola      | Modérés        | 1 501        | 3,06         |             |             |  |
|                    |                       |                |              |              |             |             |  |
| Inscrits           | Inscrits              | Inscrits       | 60 303       | 100,00       | 60 289      | 100,00      |  |
| Abstentions        | Abstentions           | Abstentions    | 10 929       | 18,12        | 11 938      | 19,8        |  |
| Votants            | Votants               | Votants        | 49 374       | 81,88        | 48 351      | 80,2        |  |
| Blancs et nuls     | Blancs et nuls        | Blancs et nuls | 388          | 0,79         | 1 312       | 2,71        |  |
| Exprimés           | Exprimés              | Exprimés       | 48 986       | 99,21        | 47 039      | 97,29       |  |
| Source : Data.gouv |                       |                |              |              |             |             |  |

Le suppléant de Jean-Claude Petit était Albert Gourmelen, agriculteur à Concarneau.

#### Élections de 1973
| Candidat           | Candidat                  | Parti          | Premier tour | Premier tour | Second tour | Second tour |  |
| Candidat           | Candidat                  | Parti          | Voix         | %            | Voix        | %           |  |
| ------------------ | ------------------------- | -------------- | ------------ | ------------ | ----------- | ----------- |  |
|                    | Louis Le Pensec élu       | PS (UGSD)      | 17 708       | 35,30        | 29 279      | 56,91       |  |
|                    | Jean-Claude Petit sortant | RI (URP)       | 15 610       | 31,11        | 22 171      | 43,09       |  |
|                    | Paul Le Gall              | PCF            | 9 288        | 18,51        | Retrait     | Retrait     |  |
|                    | Christian Avenard         | MR             | 6 475        | 12,91        | Retrait     | Retrait     |  |
|                    | Jean-Pierre Le Louédec    | Divers droite  | 1 089        | 2,17         |             |             |  |
|                    |                           |                |              |              |             |             |  |
| Inscrits           | Inscrits                  | Inscrits       | 62 334       | 100,00       | 62 320      | 100,00      |  |
| Abstentions        | Abstentions               | Abstentions    | 11 428       | 18,33        | 10 242      | 16,43       |  |
| Votants            | Votants                   | Votants        | 50 906       | 81,67        | 52 078      | 83,57       |  |
| Blancs et nuls     | Blancs et nuls            | Blancs et nuls | 736          | 1,45         | 628         | 1,21        |  |
| Exprimés           | Exprimés                  | Exprimés       | 50 170       | 98,55        | 51 450      | 98,79       |  |
| Source : Data.gouv |                           |                |              |              |             |             |  |

Le suppléant de Louis Le Pensec était Raymond Le Saux, conseiller municipal d'Elliant.

#### Élections de 1978
| Candidat                                                | Candidat                      | Parti          | Premier tour | Premier tour | Second tour | Second tour |  |
| Candidat                                                | Candidat                      | Parti          | Voix         | %            | Voix        | %           |  |
| ------------------------------------------------------- | ----------------------------- | -------------- | ------------ | ------------ | ----------- | ----------- |  |
|                                                         | Louis Le Pensec sortant réélu | PS             | 25 276       | 43,34        | 34 035      | 57,44       |  |
|                                                         | Job Tanguy                    | RPR            | 22 404       | 38,41        | 25 215      | 42,56       |  |
|                                                         | Michel Lann                   | PCF            | 8 516        | 14,60        |             |             |  |
|                                                         | Paul Guéguéniat               | UDB            | 1 337        | 2,29         |             |             |  |
|                                                         | Cyril Le Bail                 | LO             | 785          | 1,34         |             |             |  |
|                                                         |                               |                |              |              |             |             |  |
| Inscrits                                                | Inscrits                      | Inscrits       | 70 088       | 100,00       | 70 072      | 100,00      |  |
| Abstentions                                             | Abstentions                   | Abstentions    | 11 043       | 15,76        | 10 229      | 14,6        |  |
| Votants                                                 | Votants                       | Votants        | 59 045       | 84,24        | 59 843      | 85,4        |  |
| Blancs et nuls                                          | Blancs et nuls                | Blancs et nuls | 727          | 1,23         | 593         | 0,99        |  |
| Exprimés                                                | Exprimés                      | Exprimés       | 58 318       | 98,77        | 59 250      | 99,01       |  |
| Source : Data.gouv et Sud Ouest du 21 mars 1978, page 6 |                               |                |              |              |             |             |  |

Le suppléant de Louis Le Pensec était Raymond Le Saux.

#### Élections de 1981
|                | Louis Le Pensec sortant réélu | PS             | 29 843 | 56,84  |  |  |  |
|                | Marcel Raoul                  | RPR (UNM)      | 17 059 | 32,49  |  |  |  |
|                | Alain David                   | PCF            | 4 764  | 9,07   |  |  |  |
|                | Michel Marzin                 | UDB            | 840    | 1,59   |  |  |  |
|                |                               |                |        |        |  |  |  |
| Inscrits       | Inscrits                      | Inscrits       | 71 940 | 100,00 |  |  |  |
| Abstentions    | Abstentions                   | Abstentions    | 19 015 | 26,43  |  |  |  |
| Votants        | Votants                       | Votants        | 52 925 | 73,57  |  |  |  |
| Blancs et nuls | Blancs et nuls                | Blancs et nuls | 419    | 0,79   |  |  |  |
| Exprimés       | Exprimés                      | Exprimés       | 52 506 | 99,21  |  |  |  |

Le suppléant de Louis Le Pensec était Gilbert Le Bris, assistant parlementaire, conseiller général du canton de Concarneau. Gilbert Le Bris remplaça Louis Le Pensec, nommé membre du gouvernement, du 25 juillet 1981 au 3 avril 1983.

#### Élection partielle du8 mai 1983
À la suite de la démission de Gilbert Le Bris.
| Candidat              | Parti              | %     | Voix |
| --------------------- | ------------------ | ----- | ---- |
| Louis Le Pensec (élu) | PS                 | 54,38 |      |
| Guy Lozachmeur        | RPR                | 22,54 |      |
| Christian Chartrain   | UDF                | 12,74 |      |
| Claude Stéphan        | PCF                | 7,31  |      |
| Guy Flégéo            | Fédéraliste breton | 2,90  |      |

Gilbert Le Bris est suppléant de Louis Le Pensec.

#### Élections de 1988
|                | Louis Le Pensec sortant réélu | PS             | 30 441 | 58,9   |  |  |  |
|                | Guy-René Leclercq             | RPR (URC)      | 13 045 | 25,24  |  |  |  |
|                | Francis Dufour                | PCF            | 2 859  | 5,53   |  |  |  |
|                | Joseph Boulic                 | FN             | 2 166  | 4,19   |  |  |  |
|                | Yvon Quéroué                  | CAP            | 1 619  | 3,13   |  |  |  |
|                | Albert Yaouanc                | Divers droite  | 1 550  | 3      |  |  |  |
|                |                               |                |        |        |  |  |  |
| Inscrits       | Inscrits                      | Inscrits       | 74 721 | 100,00 |  |  |  |
| Abstentions    | Abstentions                   | Abstentions    | 22 487 | 30,09  |  |  |  |
| Votants        | Votants                       | Votants        | 52 234 | 69,91  |  |  |  |
| Blancs et nuls | Blancs et nuls                | Blancs et nuls | 554    | 1,06   |  |  |  |
| Exprimés       | Exprimés                      | Exprimés       | 51 680 | 98,94  |  |  |  |

Le suppléant de Louis Le Pensec était Gilbert Le Bris. Gilbert Le Bris remplaça Louis Le Pensec, nommé membre du gouvernement, du 28 juillet 1988 au 1er avril 1993.

#### Élections de 1993
|                               | Jean Loménech                 | Divers droite (UPF) | 19 356 | 37,99  | 26 503 | 49,45  |  |  |  |  |  |
|                               | Louis Le Pensec sortant réélu | PS (ADFP)           | 16 578 | 32,53  | 27 084 | 50,54  |  |  |  |  |  |
|                               | Claude Le Coze                | FN                  | 3 393  | 6,65   |        |        |  |  |  |  |  |
|                               | Michel Beucher                | GÉ (EÉ)             | 3 366  | 6,60   |        |        |  |  |  |  |  |
|                               | Madeleine Monfort             | PCF                 | 3 223  | 6,32   |        |        |  |  |  |  |  |
|                               | Yvon Quéroué                  | SÉGA                | 2 222  | 4,36   |        |        |  |  |  |  |  |
|                               | Jean-Yves Queinnec            | Divers              | 1 541  | 3,02   |        |        |  |  |  |  |  |
|                               | Jane Perdrix                  | PLN                 | 1 266  | 2,48   |        |        |  |  |  |  |  |
|                               | Yves Le Roux                  | Régionaliste        | 2      | 0,00   |        |        |  |  |  |  |  |
|                               |                               |                     |        |        |        |        |  |  |  |  |  |
| Inscrits                      | Inscrits                      | Inscrits            | 75 488 | 100,00 | 75 259 | 100,00 |  |  |  |  |  |
| Abstentions                   | Abstentions                   | Abstentions         | 22 094 | 29,27  | 19 068 | 25,34  |  |  |  |  |  |
| Votants                       | Votants                       | Votants             | 53 394 | 70,73  | 56 191 | 74,66  |  |  |  |  |  |
| Blancs et nuls                | Blancs et nuls                | Blancs et nuls      | 2 447  | 4,58   | 2 604  | 4,63   |  |  |  |  |  |
| Exprimés                      | Exprimés                      | Exprimés            | 50 947 | 95,42  | 53 587 | 95,37  |  |  |  |  |  |
| Source : Data.gouv et CEVIPOF |                               |                     |        |        |        |        |  |  |  |  |  |

Le suppléant de Louis Le Pensec était Gilbert Le Bris.

#### Élections de 1997
| Candidat                      | Candidat                      | Parti                   | Premier tour | Premier tour | Second tour | Second tour |  |
| Candidat                      | Candidat                      | Parti                   | Voix         | %            | Voix        | %           |  |
| ----------------------------- | ----------------------------- | ----------------------- | ------------ | ------------ | ----------- | ----------- |  |
|                               | Louis Le Pensec sortant réélu | PS                      | 20 788       | 41,77        | 30 669      | 59,21       |  |
|                               | Jean Lomenech                 | app. RPR                | 15 719       | 31,59        | 21 126      | 40,79       |  |
|                               | Éric Couvez                   | PCF                     | 4 610        | 9,26         |             |             |  |
|                               | Anne Marie Kerleo             | FN                      | 4 237        | 8,51         |             |             |  |
|                               | Marc Navellou                 | Les Verts               | 1 450        | 2,91         |             |             |  |
|                               | Rolland Dufleit               | GÉ                      | 1 312        | 2,64         |             |             |  |
|                               | Jean Moign                    | Divers écologiste (UDB) | 1 105        | 2,22         |             |             |  |
|                               | Alfred Corne                  | MÉI                     | 542          | 1,09         |             |             |  |
|                               |                               |                         |              |              |             |             |  |
| Inscrits                      | Inscrits                      | Inscrits                | 74 326       | 100,00       | 74 317      | 100,00      |  |
| Abstentions                   | Abstentions                   | Abstentions             | 22 498       | 30,27        | 20 070      | 27,01       |  |
| Votants                       | Votants                       | Votants                 | 51 828       | 69,73        | 54 247      | 72,99       |  |
| Blancs et nuls                | Blancs et nuls                | Blancs et nuls          | 2 065        | 3,98         | 2 452       | 4,52        |  |
| Exprimés                      | Exprimés                      | Exprimés                | 49 763       | 96,02        | 51 795      | 95,48       |  |
| Source : Data.gouv et CEVIPOF |                               |                         |              |              |             |             |  |

Le suppléant de Louis Le Pensec était Gilbert Le Bris, maire de Concarneau. Gilbert Le Bris remplaça Louis Le Pensec, nommé membre du Gouvernement, du 5 juillet 1997 au 18 juin 2002.

#### Élections de 2002
| Candidat       | Candidat                      | Parti          | Premier tour | Premier tour | Second tour | Second tour |  |
| Candidat       | Candidat                      | Parti          | Voix         | %            | Voix        | %           |  |
| -------------- | ----------------------------- | -------------- | ------------ | ------------ | ----------- | ----------- |  |
|                | Gilbert Le Bris sortant réélu | PS             | 19 850       | 38,68        | 26 279      | 50,97       |  |
|                | Jeanne-Yvonne Triché          | UMP            | 19 124       | 37,27        | 25 282      | 49,03       |  |
|                | Jean-Louis Penn               | FN             | 2 877        | 5,61         |             |             |  |
|                | Marie-Christine Lalloue       | Les Verts      | 2 537        | 4,94         |             |             |  |
|                | Jacques Rannou                | PCF            | 2 492        | 4,86         |             |             |  |
|                | Gérard Le Bris                | CPNT           | 1 334        | 2,6          |             |             |  |
|                | Annick Coatéval               | LO             | 824          | 1,61         |             |             |  |
|                | Isabelle Moign                | UDB            | 759          | 1,48         |             |             |  |
|                | Anne-Marie Kerléo             | MNR            | 552          | 1,08         |             |             |  |
|                | Marie-Hélène Le Reste         | MPF            | 549          | 1,07         |             |             |  |
|                | Roland Dufleit                | GÉ             | 417          | 0,81         |             |             |  |
|                |                               |                |              |              |             |             |  |
| Inscrits       | Inscrits                      | Inscrits       | 77 818       | 100,00       | 77 808      | 100,00      |  |
| Abstentions    | Abstentions                   | Abstentions    | 25 572       | 32,86        | 24 584      | 31,6        |  |
| Votants        | Votants                       | Votants        | 52 246       | 67,14        | 53 224      | 68,4        |  |
| Blancs et nuls | Blancs et nuls                | Blancs et nuls | 931          | 1,78         | 1 663       | 3,12        |  |
| Exprimés       | Exprimés                      | Exprimés       | 51 315       | 98,22        | 51 561      | 96,88       |  |

Le suppléant de Gilbert Le Bris était Yvon Le Bris, agriculteur, conseiller général, maire de Bannalec.

#### Élections de 2007
| Candidat       | Candidat                      | Parti           | Premier tour | Premier tour | Second tour | Second tour |  |
| Candidat       | Candidat                      | Parti           | Voix         | %            | Voix        | %           |  |
| -------------- | ----------------------------- | --------------- | ------------ | ------------ | ----------- | ----------- |  |
|                | Gilbert Le Bris sortant réélu | PS              | 18 883       | 35,62        | 29 023      | 53,48       |  |
|                | Jeanne-Yvonne Triché          | UMP             | 18 097       | 34,14        | 25 247      | 46,52       |  |
|                | Catherine Tanguy-Gallen       | UDF–MoDem       | 3 966        | 7,48         |             |             |  |
|                | Éric Le Bour                  | SÉGA            | 2 774        | 5,23         |             |             |  |
|                | Fabrice Le Danvic             | LCR             | 1 671        | 3,15         |             |             |  |
|                | Fanny Chauffin                | UDB (Les Verts) | 1 578        | 2,98         |             |             |  |
|                | Georges Blanche               | FN              | 1 322        | 2,49         |             |             |  |
|                | Solange Tanavelle             | MPF             | 1 002        | 1,89         |             |             |  |
|                | Rolland Dufleit               | GÉ              | 995          | 1,88         |             |             |  |
|                | Guy Flégéo                    | Divers          | 968          | 1,83         |             |             |  |
|                | Gérard Le Bris                | CPNT            | 936          | 1,77         |             |             |  |
|                | Louis-Daniel Gourmelen        | PCF             | 419          | 0,79         |             |             |  |
|                | Annick Coatéval               | LO              | 404          | 0,76         |             |             |  |
|                |                               |                 |              |              |             |             |  |
| Inscrits       | Inscrits                      | Inscrits        | 82 005       | 100,00       | 82 001      | 100,00      |  |
| Abstentions    | Abstentions                   | Abstentions     | 28 036       | 34,19        | 26 040      | 31,76       |  |
| Votants        | Votants                       | Votants         | 53 969       | 65,81        | 55 961      | 68,24       |  |
| Blancs et nuls | Blancs et nuls                | Blancs et nuls  | 954          | 1,77         | 1 691       | 3,02        |  |
| Exprimés       | Exprimés                      | Exprimés        | 53 015       | 98,23        | 54 270      | 96,98       |  |

La suppléante de Gilbert Le Bris était Marie-Isabelle Doussal, secrétaire, conseillère générale du canton d'Arzano, maire d'Arzano.

#### Élections de 2012
| Candidat       | Candidat                      | Parti               | Premier tour | Premier tour | Second tour | Second tour |  |
| Candidat       | Candidat                      | Parti               | Voix         | %            | Voix        | %           |  |
| -------------- | ----------------------------- | ------------------- | ------------ | ------------ | ----------- | ----------- |  |
|                | Gilbert Le Bris sortant réélu | PS                  | 24 092       | 48,58        | 30 844      | 65,78       |  |
|                | Atto Dossena                  | Divers droite (UMP) | 10 527       | 21,23        | 16 043      | 34,22       |  |
|                | Gilles Ébroussard             | RBM (FN)            | 4 461        | 9,00         |             |             |  |
|                | Marcel Tilly                  | FG (PCF)            | 3 246        | 6,55         |             |             |  |
|                | Stéphane Lefloch              | EÉLV                | 2 651        | 5,35         |             |             |  |
|                | Erwan Balanant                | CpF (MoDem) (MBP)   | 2 171        | 4,38         |             |             |  |
|                | Isabelle Moign                | UDB                 | 632          | 1,27         |             |             |  |
|                | Hervé Vanzande                | LC                  | 428          | 0,86         |             |             |  |
|                | Françoise Pontigny-Lucas      | PCD                 | 421          | 0,85         |             |             |  |
|                | Anne-Marie Rimbault           | JB                  | 296          | 0,60         |             |             |  |
|                | Anne Morel                    | LO                  | 279          | 0,56         |             |             |  |
|                | Annie Menvielle               | POI                 | 217          | 0,44         |             |             |  |
|                | Roland Dufleit                | GÉ                  | 168          | 0,34         |             |             |  |
|                |                               |                     |              |              |             |             |  |
| Inscrits       | Inscrits                      | Inscrits            | 84 438       | 100,00       | 84 422      | 100,00      |  |
| Abstentions    | Abstentions                   | Abstentions         | 33 984       | 40,25        | 35 623      | 42,2        |  |
| Votants        | Votants                       | Votants             | 50 454       | 59,75        | 48 799      | 57,8        |  |
| Blancs et nuls | Blancs et nuls                | Blancs et nuls      | 865          | 1,71         | 1 912       | 3,92        |  |
| Exprimés       | Exprimés                      | Exprimés            | 49 589       | 98,29        | 46 887      | 96,08       |  |

La suppléante de Gilbert Le Bris était Anne Maréchal, professeure des écoles à Quimperlé, Première adjointe au maire de Clohars-Carnoët.

#### Élections de 2017
|                                                                           | |                           |                           |                          |                          |
|                                                                           | | Premier tour 11 juin 2017 | Premier tour 11 juin 2017 | Second tour 18 juin 2017 | Second tour 18 juin 2017 |
|                                                                           | |                           |                           |                          |                          |
|                                                                           | | Nombre                    | % des inscrits            | Nombre                   | % des inscrits           |
| Inscrits                                                                  | Inscrits | 87 205                    | 100,00                    | 87 201                   | 100,00                   |
| Abstentions                                                               | Abstentions | 39 838                    | 45,68                     | 47 281                   | 54,22                    |
| Votants                                                                   | Votants | 47 367                    | 54,32                     | 39 920                   | 45,78                    |
|                                                                           | |                           | % des votants             |                          | % des votants            |
| Bulletins blancs                                                          | Bulletins blancs | 795                       | 1,68                      | 3 024                    | 7,58                     |
| Bulletins nuls                                                            | Bulletins nuls | 321                       | 0,68                      | 1 460                    | 3,66                     |
| Suffrages exprimés                                                        | Suffrages exprimés | 46 251                    | 97,64                     | 35 436                   | 88,77                    |
|                                                                           | |                           |                           |                          |                          |
| Candidat Étiquette politique (partis et alliances)                        | Candidat Étiquette politique (partis et alliances)                                                                                                  | Voix                      | % des exprimés            | Voix                     | % des exprimés           |
|                                                                           | |                           |                           |                          |                          |
|                                                                           | Erwan Balanant La République en marche ! | 15 458                    | 33,42                     | 18 233                   | 51,45                    |
|                                                                           | Michael Quernez Parti socialiste | 8 417                     | 18,20                     | 17 203                   | 48,55                    |
|                                                                           | Emmanuel Magnan La France insoumise | 6 001                     | 12,97                     |                          |                          |
|                                                                           | Laëtitia Boidin Les Républicains (Union des démocrates et indépendants)                                                                             | 4 564                     | 9,87                      |                          |                          |
|                                                                           | Mikaël Caréo Front national | 4 481                     | 9,69                      |                          |                          |
|                                                                           | Marie-Andrée Jérôme-Clovis Europe Écologie Les Verts                                                                                                | 1 842                     | 3,98                      |                          |                          |
|                                                                           | Jacques Rannou Parti communiste français | 1 417                     | 3,06                      |                          |                          |
|                                                                           | Atto Dossena Divers droite | 1 072                     | 2,32                      |                          |                          |
|                                                                           | Yann Pelliet Régionaliste (Oui la Bretagne) | 1 063                     | 2,30                      |                          |                          |
|                                                                           | Joseph Pichon Debout la France | 600                       | 1,30                      |                          |                          |
|                                                                           | Denis Madelaine-Nicot Régionaliste (Mouvement 100 % - Parti breton - Parti fédéraliste européen - En avant Bretagne -Alliance fédéraliste bretonne) | 391                       | 0,85                      |                          |                          |
|                                                                           | Anne Morel Lutte ouvrière | 371                       | 0,80                      |                          |                          |
|                                                                           | Catherine Mercier Divers (Union populaire républicaine)                                                                                             | 341                       | 0,74                      |                          |                          |
|                                                                           | Didier Troude Divers gauche (Nouvelle Donne) | 233                       | 0,50                      |                          |                          |
| Source : Ministère de l'Intérieur - Huitième circonscription du Finistère | |                           |                           |                          |                          |

La suppléante de Erwan Balanant était Manon Trusgnach, étudiante, de Concarneau.

#### Élections de 2022
| Résultats des élections législatives des 12 et 19 juin 2022 de la 8e circonscription du Finistère |                                                                                   |                           |                           |                          |                          |
|                                                                                                   |                                                                                   | Premier tour 12 juin 2022 | Premier tour 12 juin 2022 | Second tour 19 juin 2022 | Second tour 19 juin 2022 |
|                                                                                                   |                                                                                   |                           |                           |                          |                          |
|                                                                                                   |                                                                                   | Nombre                    | % des inscrits            | Nombre                   | % des inscrits           |
| Inscrits                                                                                          | Inscrits                                                                          | 91 066                    | 100                       | 91 084                   | 100                      |
| Abstentions                                                                                       | Abstentions                                                                       | 42 878                    | 47,08                     | 43 005                   | 47,21                    |
| Votants                                                                                           | Votants                                                                           | 48 188                    | 52,92                     | 48 079                   | 52,79                    |
|                                                                                                   |                                                                                   |                           | % des votants             |                          | % des votants            |
| Bulletins blancs                                                                                  | Bulletins blancs                                                                  | 970                       | 2,01                      | 2 417                    | 5,03                     |
| Bulletins nuls                                                                                    | Bulletins nuls                                                                    | 554                       | 1,15                      | 1 235                    | 2,57                     |
| Suffrages exprimés                                                                                | Suffrages exprimés                                                                | 46 664                    | 96,84                     | 44 427                   | 92,40                    |
|                                                                                                   |                                                                                   |                           |                           |                          |                          |
| Candidat Étiquette politique (partis et alliances)                                                | Candidat Étiquette politique (partis et alliances)                                | Voix                      | % des exprimés            | Voix                     | % des exprimés           |
|                                                                                                   |                                                                                   |                           |                           |                          |                          |
|                                                                                                   | Erwan Balanant Ensemble                                                           | 16 270                    | 34,87                     | 23 292                   | 52,43                    |
|                                                                                                   | Youenn Le Flao Nouvelle Union populaire écologique et sociale La France insoumise | 14 772                    | 31,66                     | 21 135                   | 47,57                    |
|                                                                                                   | Christian Perez Rassemblement national                                            | 7 522                     | 16,12                     |                          |                          |
|                                                                                                   | Claire Gourlaouen Les Républicains                                                | 3 104                     | 6,65                      |                          |                          |
|                                                                                                   | Pierre Couëdelo Reconquête                                                        | 1 678                     | 3,60                      |                          |                          |
|                                                                                                   | Laurent Dran Parti animaliste                                                     | 940                       | 2,01                      |                          |                          |
|                                                                                                   | Anne Morel Lutte ouvrière                                                         | 880                       | 1,89                      |                          |                          |
|                                                                                                   | Claire Paingault Parti Breton                                                     | 843                       | 1,81                      |                          |                          |
|                                                                                                   | Manon Cuciniello Debout la France !                                               | 655                       | 1,40                      |                          |                          |

La suppléante de Erwan Balanant était Fabienne Le Calvez, employée, adjointe au maire de Concarneau.

#### Élections de 2024
- Député sortant : Erwan Balanant (Mouvement démocrate)

| Candidat                 | Candidat                 | Parti et coalition       | Nuance                   | Premier tour | Premier tour | Second tour | Second tour |
| Candidat                 | Candidat                 | Parti et coalition       | Nuance                   | Voix         | %            | Voix        | %           |
| ------------------------ | ------------------------ | ------------------------ | ------------------------ | ------------ | ------------ | ----------- | ----------- |
|                          | Christian Perez          | RN                       | RN                       | 20 003       | 30,80        | 21 974      | 35,39       |
|                          | Erwan Balanant           | MoDem (ENS)              | ENS                      | 18 031       | 27,76        | 40 112      | 64,61       |
|                          | Sébastien Miossec        | PS diss.                 | DVG                      | 14 399       | 22,17        | Retrait     | Retrait     |
|                          | Thomas Le Bon            | LFI (NFP)                | UG                       | 11 768       | 18,12        | Retrait     | Retrait     |
|                          | Anne Morel               | LO                       | EXG                      | 741          | 1,14         |             |             |
|                          |                          |                          |                          |              |              |             |             |
| Votes valides            | Votes valides            | Votes valides            | Votes valides            | 64 942       | 97,48        | 62 086      | 93,78       |
| Votes blancs             | Votes blancs             | Votes blancs             | Votes blancs             | 1 139        | 1,71         | 2 966       | 4,48        |
| Votes nuls               | Votes nuls               | Votes nuls               | Votes nuls               | 542          | 0,81         | 1 150       | 1,74        |
| Total                    | Total                    | Total                    | Total                    | 66 623       | 100          | 66 202      | 100         |
| Abstention               | Abstention               | Abstention               | Abstention               | 25 116       | 27,38        | 25 547      | 27,84       |
| Inscrits / participation | Inscrits / participation | Inscrits / participation | Inscrits / participation | 91 739       | 72,62        | 91 749      | 72,16       |

#### Département du Finistère
- La fiche de l'INSEE de cette circonscription : « Tableaux et Analyses de la huitième circonscription du Finistère », sur insee.fr, site de l'Institut national de la statistique et des études économiques (consulté le 10 juin 2007) [PDF]

- « Tous les députés du département du Finistère depuis 1789 », sur assemblee-nationale.fr, site de l'Assemblée nationale française (consulté le 10 juin 2007)

- « Informations contentieuses sur le département du Finistère (Élections législatives de 2002) »(Archive.org • Wikiwix • Archive.is • Google • Que faire ?), sur conseil-constitutionnel.fr, site du Conseil constitutionnel (consulté le 13 juin 2007)

#### Circonscriptions en France
- « Carte des circonscriptions législatives en France », sur assemblee-nationale.fr, site de l'Assemblée nationale française (consulté le 10 juin 2007)

- « Résultats électoraux officiels en France », sur interieur.gouv.fr, site du ministère de l'Intérieur (France) (consulté le 13 juin 2007)

- Description et Atlas des circonscriptions électorales de France sur http://www.atlaspol.com, Atlaspol, site de cartographie géopolitique, consulté le 13 juin 2007.